# Totò (nome)
Totò  è un nome proprio di persona italiano maschile.

## Varianti
- Alterati: Toto.

## Origine e diffusione
Di tradizione popolare, rappresenta un ipocoristico di almeno due nomi, Antonio e Salvatore. Nel primo caso si tratta di un'apocope dell'originale Totonno (variante dialettale di Antonio). Nel secondo caso, Totò consiste in un'apocope dell'originale Totore (variante dialettale di Salvatore). Considerando la sua origine, la trascrizione più corretta dovrebbe essere Toto'.
Diffuso maggiormente nel mezzogiorno, il nome deve molta della sua fama al celebre Totò (nome d'arte di Antonio De Curtis), vera e propria icona nel mondo del cinema e del teatro italiano.

## Onomastico
Si festeggia il 28 febbraio.

## Persone

Antonio De Curtis, in arte Totò

- Antonio De Curtis, in arte Totò, attore, compositore e poeta
- Gaetano "Totò" Savio, compositore, arrangiatore e produttore discografico
- Salvatore "Totò" Schillaci, calciatore
- Salvatore "Totò" Riina, criminale
- Ottone "Totò" Mignone, attore e ballerino
- Salvatore "Totò" Cuffaro, ex presidente della Regione Siciliana
- Antonio "Totò" Di Natale, calciatore

### Variante Toto
- Antonio "Toto" Cotogni, baritono
- Salvatore "Toto" Cutugno, cantautore

## Il nome nelle arti
- Salvatore "Totò" Di Vita, personaggio protagonista del film Nuovo Cinema Paradiso di Giuseppe Tornatore del 1988.
- Totò Sapore e la magica storia della pizza è un film d'animazione del 2003.
- Totò che visse due volte, film di Ciprì e Maresco del 1998.